# Miloš Bukejlović
Miloš Bukejlović (Doboj, 1989.) pravnik je i političar iz Republike Srpske te ministar pravde u Vladi Republike Srpske. Član je Saveza nezavisnih socijaldemokrata (SNSD).

## Životopis

### Rane godine i obrazovanje
Miloš Bukejlović rođen je u Doboju 1989. godine. U rodnom gradu završio je osnovnu školu u Osječanima te Gimnaziju „Jovan Dučić” u Doboju. Diplomirao je na Pravnom fakultetu Univerziteta u Novom Sadu, stručni ispit za rad u organima uprave položio je u Banja Luci, a pravosudni ispit u Sarajevu.

### Profesionalna karijera
Bukejlović je započeo karijeru u Gradskoj upravi Doboj kao pripravnik s visokom stručnom spremom od siječnja 2014. do listopada 2015. godine. Zatim je radio kao samostalni stručni suradnik u Odjelu za pravne poslove u kabinetu gradonačelnika. Bio je tajnik Skupštine grada Doboja od listopada 2015. do listopada 2016. godine, potpredsjednik Skupštine grada od listopada 2016. do ožujka 2020. godine, te predsjednik Skupštine grada od ožujka 2020. do ožujka 2021. godine.
Od rujna 2021. godine, Bukejlović je vršitelj dužnosti direktora u poduzeću MH „ERS“ MP a.d. Trebinje - ZP „Elektro Doboj“ a.d. Doboj. Također je bio predsjednik nadzornog odbora u a.d. „Vodovod“ Doboj od 1. kolovoza 2019. do 30. studenog 2020. godine, a.d. „Gradska toplana“ Doboj od 1. veljače 2018. do 15. lipnja 2021. godine, i a.d. „Željeznice Republike Srpske“ od 15. prosinca 2020. do 19. prosinca 2022. godine.

### Politička karijera
Bukejlović je član Saveza nezavisnih socijaldemokrata (SNSD). U prosincu 2022. godine imenovan je za ministra pravde Republike Srpske, kao i za potpredsjednika Vlade Republike Srpske. Tijekom svog mandata, bio je aktivan u različitim pravnim pitanjima, uključujući izmjene Kaznenog zakona Republike Srpske koje su uključivale kriminalizaciju klevete i uvrede.